# 居候
| ウィキペディアには「居候」という見出しの百科事典記事はありません（タイトルに「居候」を含むページの一覧/「居候」で始まるページの一覧）。 代わりにウィクショナリーのページ「いそうろう」が役に立つかもしれません。 |